# Biarkowo
Biarkowo (ros. Бярьково) – wieś (dieriewnia) w Rosji, w obwodzie kostromskim, w rejonie sudisławskim. W 2010 liczyła 63 mieszkańców.